# 裴桐
裴桐（1918年11月22日—2009年1月6日）北京人，中华人民共和国档案学家，中国共产党档案工作和中央档案馆的主要领导人之一，中华人民共和国档案事业的创立者和奠基人之一。

## 生平
青年时在上海图书学校印制科学习。1936年9月到1937年12月，在北平清华大学当练习生期间，阅读了大量著作并逐渐接受抗日救亡思想。1938年1月，辞职离开清华大学，加入山西临汾民族解放先锋队。1938年4月，加入中国共产党并到延安参加革命。1938年5月到1940年2月，在延安马列学院担任图书管理员。1940年2月到10月在延安马列学院学习。1940年10月到1951年，在中共中央秘书处材料科工作，并任科长，负责中共中央档案的管理工作，参与编辑出版《六大以前》、《六大以来》等文献汇编，组织参与了第二次国共内战期间中央档案的转移。
中华人民共和国成立后，1952年到1954年，任中共中央办公厅秘书处办公室副主任、副处长。1955年到1959年5月，任中共中央办公厅秘书局副局长。其间参与策划了在中国人民大学设立档案专业教育机构，并亲自讲授《中国共产党组织史》。1959年5月到1966年，任中央档案馆常务副馆长。他还当选为第三届全国人大代表。“文化大革命”期间，遭受残酷迫害，下放五七干校劳动。1977年到1979年，任中共中央办公厅人民来访接待室副主任。1979年到1981年，任中央档案馆第一副馆长。1981年离休后，历任中国档案学会副理事长、理事长等职。
早在1922年，中国共产党便成为共产国际的支部，并派代表常驻。其间形成大批档案。1943年共产国际解散，档案留在苏联。1956年苏共中央主动向中共中央提出，将保存在苏联的中共驻共产国际代表团档案移交给中国。中共中央派出以裴桐为首、田凤起、乐尔耕参加的三人工作组前往交接。该批档案共2万多件，历时一个月完成交接，档案运抵北京。
裴桐为中华人民共和国档案事业的创立和发展作出了卓越贡献。他创办了中华人民共和国档案界第一份专业工作刊物《材料工作通讯》（《中国档案》），起草了《党务材料分类表》、《党务材料管理方法》、《中国共产党中央和省（市）级机关文书处理工作和档案工作暂行条例》、《国务院关于加强国家档案工作的决定》等文件。离休后，在担任中国档案学会理事长期间主编会刊《档案学研究》，组织开展档案学术研究。他还担任《当代中国的档案事业》一书的主编。在中国档案学会第三次会员代表大会上，当选为名誉理事长，并获授档案学研究荣誉奖。1989年获得全国老有所为精英奖。1991年3月5日，获得首都精神文明建设奖章。1992年，获得国务院颁发的政府特殊津贴。
2009年1月6日，裴桐在北京病逝，享年91岁。

## 著作
- 《裴桐档案工作文集》[2]